# 淺水灣道117號

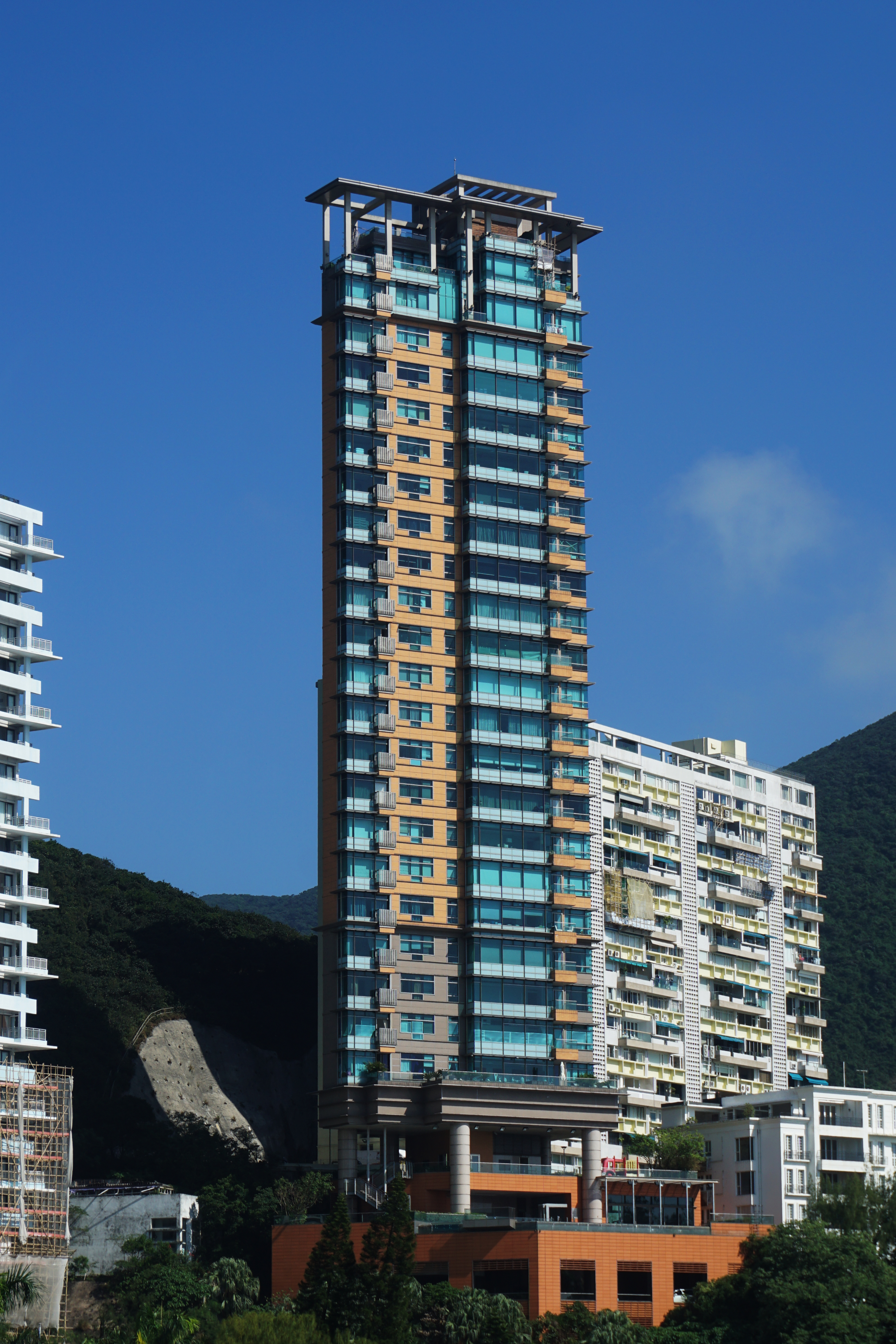
淺水灣道117號

Grosvenor Place位於香港香港島南區淺水灣淺水灣道117號，由高富諾集團和泛海國際共同發展的私人豪宅物業，由倫敦著名建築大師Paul Davis設計。大廈於2004年以約9.4億元全幢易手予澳門賽馬會前董事總經理李志強，為當年最矚目的大手成交。大廈樓高28層，每層僅提供1伙單位，建築面積為2809方呎，單位可享淺水灣海灘景色。頂層設逾4000方呎的複式單位，設有平台及私家按摩池。 
Grosvenor Place曾於2004年奪得2004年國際房地產交易會（MIPIM）的「全球最佳住宅物業」大奬，成为亞洲首個獲頒該奬的物業項目。

## 設施
住客會所特設無邊泳池、按犘池、日光曬台、水療按摩、蒸氣室、健身室和兒童遊樂場。

## 外部連結
- 美聯物業網上樓書 [永久]
- GrosvenorPlace夺建筑界‘奥斯卡’大奖  （页面存档备份，存于）
- 中文名為: 淺水灣道117號 （页面存档备份，存于）
- 英國地產商高富諾(Grosvenor)首個香港島項目 - 淺水灣道117號 （页面存档备份，存于）